# بالكريشنا فالتيداس دوشي
بالكريشنا فالتيداس دوشي هو معماري هندي ولد في يوم 26 أغسطس 1927 في مدينة بونه في الهند، أشتهر كواحد من أشهر المعماريين في جنوب آسيا وساهمت أعماله في تطور العمارة في الهند، أشهر تصاميمه هو مبنى المعهد الهندي للإدارة بنغالور وقد حصل على جائزة آغا خان للعمارة، وفي 2018 أصبح أول هندي يفوز بجائزة بريتزكر للعمارة.

## روابط خارجية
- بالكريشنا فالتيداس دوشي على موقع IMDb (الإنجليزية)
- بالكريشنا فالتيداس دوشي على موقع الموسوعة البريطانية (الإنجليزية)
- بالكريشنا فالتيداس دوشي على موقع مونزينجر (الألمانية)